# 雪山大地
《雪山大地》是中国作家杨志军于2022年发表的一部长篇小说，入选中国作家协会“新时代山乡巨变创作计划”、“新时代文学攀登计划”两个全国重大文学工程，2023年获得第十一届茅盾文学奖。

## 故事简介
讲述父母亲到青海藏族牧区工作后，牧区发生的改变以及草原牧民的精神展现。

## 主要人物
- 父亲：科长
- 角巴德吉：公社主任
- 桑杰：角巴的下人
- 赛毛：桑杰的妻子
- 才让：桑杰的儿子，又聋又哑却极富灵性
- 母亲：省人民医院外科医生
- 江洋：
- 央金：
- 梅朵：

## 创作
作者在茅盾文学奖颁奖典礼上发表感言时说到：“《雪山大地》这部作品便是从苍茫记忆中抽取而出的山的一石、水的一浪、地的一角。我想用父辈们的荣光唤醒我们的理想，用拓荒者的篝火映亮今天的夜空，用历史的脚印延伸时代的步伐，以此来观照人性的丰饶与光芒。我知道此生的文学义务，就是建树关于“人”的理想，建树关于生死、荣辱、美丑、爱恨的人性坐标，为此我喜欢精确到位的现实主义，喜欢情绪饱满的理想主义，也喜欢直面人类精神危机的现代主义。”

## 评价
第11届茅盾文学奖评委会颁奖词：“杨志军的《雪山大地》，追求大地般的重量和雪山般的质感。青藏高原上汉藏两个家庭相濡以沫的交融，铸就了一座中华民族共同体意识的丰碑。在对山川、生灵、草木一往情深的凝望和咏叹中，人的耕耘建设、生死歌哭被理想之光照亮。沧桑正大、灵动精微，史诗般的美学风范反映着中国式现代化的宏伟历程。”
文学评论家贺绍俊：“小说既有强烈的面对草原问题的忧患意识，更有在真实反映草原人民解决问题、建设新草原的文字里难掩的激情和乐观。”